# Elektra Records
Elektra Records ist ein Musiklabel in den USA. Es wurde 1950 mit einem Startkapital von 600 US-Dollar von Jac Holzman und Paul Rickholt in Los Angeles gegründet. Holzman produzierte vor allem Interpreten aus der damaligen Folk-Szene an der amerikanischen Westküste, teilweise mit beträchtlichem Erfolg. Er verhalf aber auch Gruppen wie The Doors zu nationaler und internationaler Bekanntheit.

## Geschichte
Nach zwanzig Jahren als unabhängiges Unternehmen wurde das Label 1970 für 10 Millionen US-Dollar an die Kinney National Company verkauft. Dieser Mischkonzern war erst kurze Zeit vorher mit dem Kauf des Film- und Musik-Unternehmens Warner Bros/Seven Arts in das Mediengeschäft eingestiegen. Warner Bros. brachte seinerseits früher übernommene, bekannte Plattenlabel mit in den Konzern, wie z. B. Atlantic Records oder auch das von Frank Sinatra gegründete Label Reprise Records. Nach dem Kauf fasste der Konzern seine Musik-Aktivitäten unter der Bezeichnung WEA (Warner-Elektra-Atlantic) zusammen. Die einzelnen Plattenlabel wurden als Divisionen des Konzerns weitergeführt. 1971 übernahm Elektra das Label Asylum Records, dessen Gründer David Geffen ab 1973 Elektra-Asylum führte. Jac Holzman blieb als einer der Vize-Präsidenten dem Konzern verbunden und ließ sich in Hawaii nieder. 1972 stieß der Kinney-Konzern fast alle seine Nicht-Medien-Aktivitäten ab und änderte seinen Namen um in Warner Communications. In den nachfolgenden Jahren wurde das Musikgeschäft unter alten und neuen Labels auch in Europa etabliert und ausgeweitet. Auch in Deutschland wurde WEA zu einer der führenden Plattenfirmen.
1982 wurde als Jazz-Label Elektra/Musician gegründet. Mitte der 1980er Jahre fusionierte Warner Communications mit dem Konzern Time Inc. und nannte sich fortan Time-Warner. 2000 folgte eine weitere Fusion mit dem Internet-Unternehmen AOL. In der Folge geriet der Konzern in ernste Schwierigkeiten und verkaufte erhebliche Teile seiner Geschäftsbereiche, darunter auch das Musikgeschäft inkl. dem Label Elektra.
2004 schlossen die neuen Eigentümer der Warner Music Group das Musiklabel Elektra. Im Jahr 2009 hat die Plattenfirma Atlantic Records das Label Elektra neu aufgelegt.
Einige bekannte Künstler, die auf Elektra veröffentlichten, waren Metallica, Bruno Mars, Ol’ Dirty Bastard, AC/DC, Mötley Crüe, Björk, Bread, Butterfield Blues Band, Dream Theater, Tracy Chapman, The Cure, Pantera, The Doors, Love, MC5, Pixies, The Cars, Mindless Self Indulgence, Bob Dylan, Missy Elliott, Third Eye Blind, Queen, The Prodigy, Tom Waits, Véronique Sanson, Phish, The Stooges, Kyuss, MF DOOM, die Beach Boys und John Zorn.